# Zillah Branco
Zilhah Murgel Branco (São Paulo, 1936) es una activista y socióloga brasileña, conocida por haber presenciado tres golpes de Estado en tres países distintos (Brasil, Chile y Portugal), y por su implicación y trabajo teórico sobre la Reforma Agraria portuguesa.  

## Biografía
Nació en la ciudad de São Paulo en 1936 en Brasil y se licenció en Ciencias Sociales en la Universidad de São Paulo.  
Cuando tenía 11 años se afilió al Partido Comunista Brasileño, con el que entró en contacto al participar en la campaña a diputado de su tío, el ingeniero y comunista Catullo Branco, y durante la cual, fabricaba el pegamento con harina que se utilizaba para pegar los carteles.  
Fue testigo del golpe de Estado que instauró la dictadura militar en Brasil en 1964. Pasó a la clandestinidad y ayudó a huir del país a quienes persiguió el nuevo régimen. En 1969, por motivos de seguridad, decidió abandonar Brasil y exiliarse en Chile con sus hijos.  
Cuando en 1973 se produjo el golpe de Estado liderado por Pinochet, en el que fue asesinado Salvador Allende, escuchó en su casa el bombardeo del Palacio de La Moneda.
Se enteró del 25 de abril a través de sus hijos y decidió ir a Portugal. Llega en pleno PREC (proceso revolucionario en curso). Se afilió al partido comunista portugués y se implicó en la reforma agraria portuguesa, en torno a la cual desarrolló su obra teórica.  

## Obra
Escribió las obras: 
- 1976 - Os sindicatos na vanguarda da luta. A conquista da regulamentação do trabalho rural [10]
- 1995 - Reportagens sociológicas no interior da reforma agrária: uma época de participação transformada em utopia [11]
- 1990 - Em defesa do socialismo: o vendaval de mudança na União Soviética (coautor Miguel Urbano Rodrigues),Caminho, ISBN 972-21-0069-6 [12]
- 1976 - Os sindicatos na vanguarda da luta. A conquista da regulamentação do trabalho rural [10]

También escribe para varias publicaciones, entre ellas: el diario o Século, Seara Nova y el diario Avante.  